# William B. Umstead
William Bradley Umstead, född 13 maj 1895 i Durham County, North Carolina, död 7 november 1954 i Durham, North Carolina, var en amerikansk demokratisk politiker. Han representerade delstaten North Carolina i båda kamrarna av USA:s kongress, först i representanthuset 1933-1939 och sedan i senaten 1946-1948. Han var guvernör i North Carolina från 1953 fram till sin död.
Umstead utexaminerades 1916 från University of North Carolina at Chapel Hill. Han arbetade 1916-1917 som historielärare och deltog sedan i första världskriget som löjtnant i USA:s armé. Han studerade juridik vid Trinity College (numera Duke University) och inledde 1921 sin karriär som advokat i Durham.
Umstead blev invald i representanthuset i kongressvalet 1932. Han omvaldes två gånger och bestämde sig sedan för att inte ställa upp till omval i kongressvalet 1938.
Senator Josiah Bailey avled 1946 i ämbetet och efterträddes av Umstead. Han förlorade sedan demokraternas primärval inför fyllnadsvalet 1948 mot J. Melville Broughton.
Umstead efterträdde 1953 W. Kerr Scott som guvernör. Han avled följande år i ämbetet och gravsattes på Mount Tabor Church Cemetery i Durham County.